# Траурные украшения

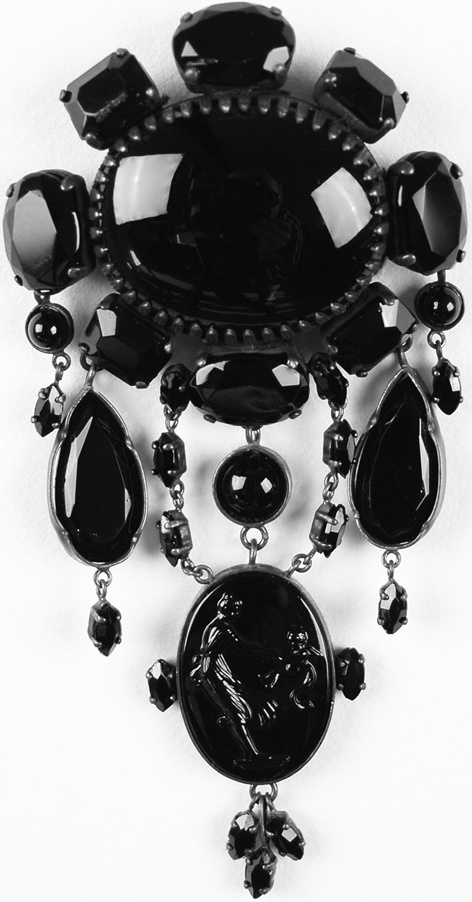
Траурная брошь из гагата, XIX век

Траурные украшения (англ. mourning jewelry) — особая разновидность ювелирных украшений, носимых в знак траура по покойному.
Традиция создания траурных украшений появилась ещё в XVII веке, однако их расцвет пришелся на викторианскую эпоху (вторую половину XIX века в Англии); траурные украшения стали одним из символов этой эпохи, наряду с посмертными фотографиями. Такие украшения допускалось носить во время траура, который по социальным нормам того времени должен был длиться не меньше нескольких месяцев, а то и лет. Немало поспособствовала этой моде сама королева Виктория, носившая траур по рано умершему мужу до самой смерти.

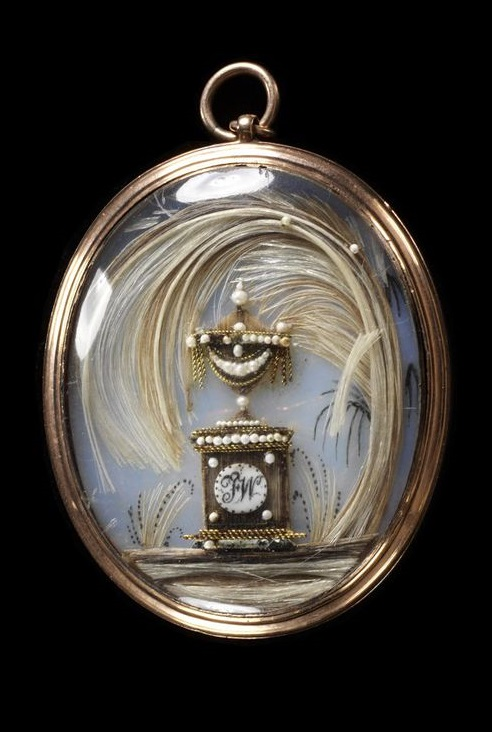
Траурный медальон с изображением надгробия-урны. Англия, 1775—1800 гг. Золотая основа, акварельный фон, композиция из волос умершего, жемчуг и опаловое стекло

Траурные украшения не должны были быть слишком броскими и изготавливались с большим символизмом, что проявлялось и в выборе материалов. Основными цветами были белый (если умирала незамужняя девушка или ребёнок) и чёрный. Излюбленными материалами — эмаль, белый жемчуг, гагат и его дешёвая замена — чёрное стекло.
Траурные украшения должны были содержать какой-либо символ, напоминающий об их предназначении: латинскую надпись, миниатюрный портрет умершего, его инициалы или прядь его волос. Украшения с волосами усопшего были особенно популярны и составляют особую разновидность траурных украшений. Волосы заплетались либо укладывались в узор.
Траурные украшения носили как женщины (в виде брошей, медальонов, колец и т. д.), так и мужчины (запонки, брелоки).